# Isabella dalle Carceri
Isabella dalle Carceri, död 1220, var tetrark eller regerande baronessa av Chalkis i Tetrarkin Negroponte på Euboea mellan 1216 och 1220.
Hon gifte sig med Ravano dalle Carceri, tetrark av Negroponte 1209-1216, någon gång före 25 maj 1212, när ärkebiskopen av Aten fick dispens av påven att utföra ceremonin, eftersom Isabella redan var gift med en annan man, som hon alltså fick dispens att skilja sig från. 
När Ravano dalle Carceri avled 1216 delades Negroponte (Euboea) upp i tre delar. Norra Euboea med huvudstaden Oreoi tillföll Ravanos nevöer Merino I dalle Carceri och Rizzardo dalle Carceri; den centrala delen med huvudstaden Chalkis tillföll hans änka Isabella dalle Carceri och dotter Bertha dalle Carceri; och den södra delen med huvudstaden Karystos tillföll Guglielmo I da Verona och Alberto da Verona. 